# 阿丽蝇属
阿丽蝇属（学名：Aldrichina）为丽蝇科的一个属。

## 下属物种
本属包括以下物种：
- 巨尾阿丽蝇 Aldrichina grahami (Aldrich，1930)